# Völkermarkt (district)
Het politieke district Bezirk Völkermarkt in de Oostenrijkse deelstaat Karinthië bestaat uit een aantal gemeenten en zelfstandige steden.

## Steden
- Bleiburg (Sloveens: Pliberk) (4083)
  - Aich (Dob), Bleiburg (Pliberk), Dobrowa (Dobrova), Draurain (Brege), Ebersdorf (Drveša vas), Einersdorf (Nonca vas), Grablach (Grablje), Kömmel (Komelj), Kömmelgupf (Komeljski vrh), Loibach (Libuče), Lokowitzen (Lokovica), Moos (Blato), Replach (Replje), Rinkenberg (Vogrče), Rinkolach (Rinkole), Ruttach (Rute), Schattenberg (Senčni Kraj), Schilterndorf (Čirkovče), St. Georgen (Šentjur), St. Margarethen (Šmarjeta), Weißenstein (Belšak), Wiederndorf (Vidra vas), Woroujach (Borovje)
- Völkermarkt (Velikovec) (6832)
  - Admont, Aich, Arlsdorf, Attendorf, Bach, Berg ob Attendorf, Berg ob St. Martin, Bergstein, Bischofberg, Bösenort, Dobrowa, Drauhofen, Dullach I, Dullach II, Dürrenmoos, Frankenberg, Führholz, Gänsdorf, Gattersdorf, Gletschach, Greuth, Gurtschitschach, Hafendorf, Haimburg, Höhenbergen, Hungerrain, Kaltenbrunn, Klein St. Veit, Korb, Kremschitz, Krenobitsch, Kulm, Ladratschen, Lassein, Lasseinerbucht, Lippendorf, Mittertrixen, Neudenstein, Niederdorf, Niedertrixen, Obersielach, Obertrixen, Oschenitzen, Penk, Pörtschach, Rakollach, Rammersdorf, Ratschitschach, Reifnitz, Reisdorf, Ruhstatt, Ruppgegend, Salchendorf, Skoflitzen, St. Agnes, St. Georgen am Weinberg, St. Jakob, St. Lorenzen, St. Margarethen ob Töllerberg, St. Martin, St. Michael ob der Gurk, St. Peter am Wallersberg, St. Stefan, Steinkogel, Tainach, Tainacherfeld, Terpetzen, Töllerberg, Unarach, Unterbergen, Unterlinden, Völkermarkt, Waisenberg, Wandelitzen, Watzelsdorf, Weinberg, Wernzach, Winklern, Wurzen

## Gemeenten
Marktgemeinden

- Eberndorf (Dobrla vas) (6016)
  - Buchbrunn (Bukovje), Buchhalm (Podhom), Duell (Dole), Eberndorf (Dobrla vas), Edling (Kazaze), Gablern (Lovanke), Gösselsdorf (Goselna vas), Graben (Graben), Hart (Dobrova), Hof (Dvor), Homitzberg (Homec), Humtschach (Homče), Köcking (Kokje), Kohldorf (Voglje), Kühnsdorf (Sinča vas), Loibegg (Belovče), Mittlern (Metlova), Mökriach (Mokrije), Oberburg (Zgornji Podgrad), Pribelsdorf (Priblja vas), Pudab (Pudab), Seebach (Jezernica), St. Marxen (Šmarkež), Unterbergen (Podgora), Wasserhofen (Žirovnica)
- Eisenkappel-Vellach (Železna Kapla-Bela)(2710)
  - Bad Eisenkappel (Železna Kapla), Blasnitzen (Spodnja Plaznica), Ebriach (Obirsko), Koprein Petzen (Pod Peco), Koprein Sonnseite (Koprivna), Leppen (Lepena), Lobnig (Lobnik), Rechberg (Reberca), Remschenig (Remšenik), Trögern (Korte), Unterort (Podkraj), Vellach (Bela), Weißenbach (Bela), Zauchen (Suha)
- Griffen (Grebinj) (3677)
  - Altenmarkt , Enzelsdorf, Erlach, Gariusch, Gletschach, Griffen, Griffnergemeinde, Großenegg, Grutschen, Haberberg, Haberberg, Kaunz, Kleindörfl, Klosterberg, Langegg, Lichtenwald, Limberg, Lind, Obere Gemeinde, Poppendorf, Pustritz, Rakounig, Rausch, Salzenberg, Schloßberg, St. Jakob, St. Kollmann, St. Leonhard an der Saualpe, Stift Griffen, Tschrietes, Untergrafenbach, Untergreutschach, Unterrain, Wallersberg, Wölfnitz, Wriesen

Gemeinden
- Diex (Djekše) (863)
  - Bösenort (Hudi kraj), Diex (Djekše), Grafenbach (Kneža), Großenegg (Tolsti Vrh), Haimburgerberg (Vovbrske Gore), Michaelerberg (Šmihelska Gora), Obergreutschach (Zgornje Krčanje)
- Feistritz ob Bleiburg (Bistrica nad Pliberkom) (2128)
  - Dolintschitschach (Dolinčice), Feistritz ob Bleiburg (Bistrica nad Pliberkom), Gonowetz (Konovece), Hinterlibitsch (Suha), Hof (Dvor), Lettenstätten (Letina), Penk (Ponikva), Pirkdorf (Breška cas), Rischberg (Rišperk), Ruttach-Schmelz (Rute), St. Michael ob Bleiburg (Šmihel pri Pliberku), Tscherberg (Črgoviče), Unterlibitsch (Podlibič), Unterort (Podkraj), Winkel (Kot)
- Gallizien (Galicija) (1825)
  - Abriach, Abtei, Dolintschach, Drabunaschach, Enzelsdorf, Feld, Freibach, Gallizien, Glantschach, Goritschach, Krejanzach, Linsendorf, Möchling, Moos, Pirk, Pölzling, Robesch, Unterkrain, Vellach, Wildenstein
- Globasnitz (1645)
  - Globasnitz, Jaunstein, Kleindorf, Podrain, Slovenjach, St. Stefan, Traundorf, Tschepitschach, Unterbergen, Wackendorf
- Neuhaus (1236)
  - Bach, Berg ob Leifling, Graditschach, Hart, Heiligenstadt, Illmitzen, Kogelnigberg, Leifling, Motschula, Neuhaus, Oberdorf, Pudlach, Schwabegg, Unterdorf, Wesnitzen, Wesnitzen
- Ruden (1600)
  - Dobrowa, Eis, Grutschen, Kanaren, Kleindiex, Kraßnitz, Lippitzbach, Obermitterdorf, Ruden, St. Jakob, St. Martin, St. Nikolai, St. Radegund, Untermitterdorf, Unternberg, Unterrain, Weißeneggerberg, Wunderstätten
- Sankt Kanzian am Klopeiner See (4297)
  - Brenndorf, Duell, Grabelsdorf, Horzach I, Horzach II, Kleindorf I, Kleindorf II, Klopein, Lanzendorf, Lauchenholz, Littermoos, Mökriach, Nageltschach, Oberburg, Obersammelsdorf, Oberseidendorf, Peratschitzen, Piskertschach, Saager, Schreckendorf, Seelach, Seidendorf, Sertschach, Srejach, St. Kanzian am Klopeiner See, St. Lorenzen, St. Marxen, St. Primus, St. Veit im Jauntal, Stein im Jauntal, Steinerberg, Unterburg, Unternarrach, Untersammelsdorf, Vesielach, Wasserhofen, Weitendorf
- Sittersdorf (2122)
  - Altendorf, Blasnitzenberg, Dullach, Goritschach, Hart, Homelitschach, Jerischach, Kleinzapfen, Kristendorf, Miklauzhof, Müllnern, Obernarrach, Pfannsdorf, Pogerschitzen, Polena, Proboj, Rain, Rückersdorf, Sagerberg, Sielach, Sittersdorf, Sonnegg, Tichoja, Weinberg, Wigasnitz, Winkel, Wrießnitz